# Холбрук (Њујорк)
Холбрук (енгл. Holbrook) насељено је место без административног статуса у америчкој савезној држави Њујорк.

## Демографија
По попису из 2010. године број становника је 27.195, што је 317 (-1,2%) становника мање него 2000. године.
| Група             | 2000.          | 2010.          |
| Белци             | 24.511 (89,1%) | 23.182 (85,2%) |
| Афроамериканци    | 363 (1,3%)     | 435 (1,6%)     |
| Азијати           | 789 (2,9%)     | 1.015 (3,7%)   |
| Хиспаноамериканци | 1.616 (5,9%)   | 2.311 (8,5%)   |
| Укупно            | 27.512         | 27.195         |